# Dryobotodes grisea
Dryobotodes grisea är en fjärilsart som beskrevs av W. Warren 1911. Dryobotodes grisea ingår i släktet Dryobotodes och familjen nattflyn. Inga underarter finns listade i Catalogue of Life.